# Navrongo

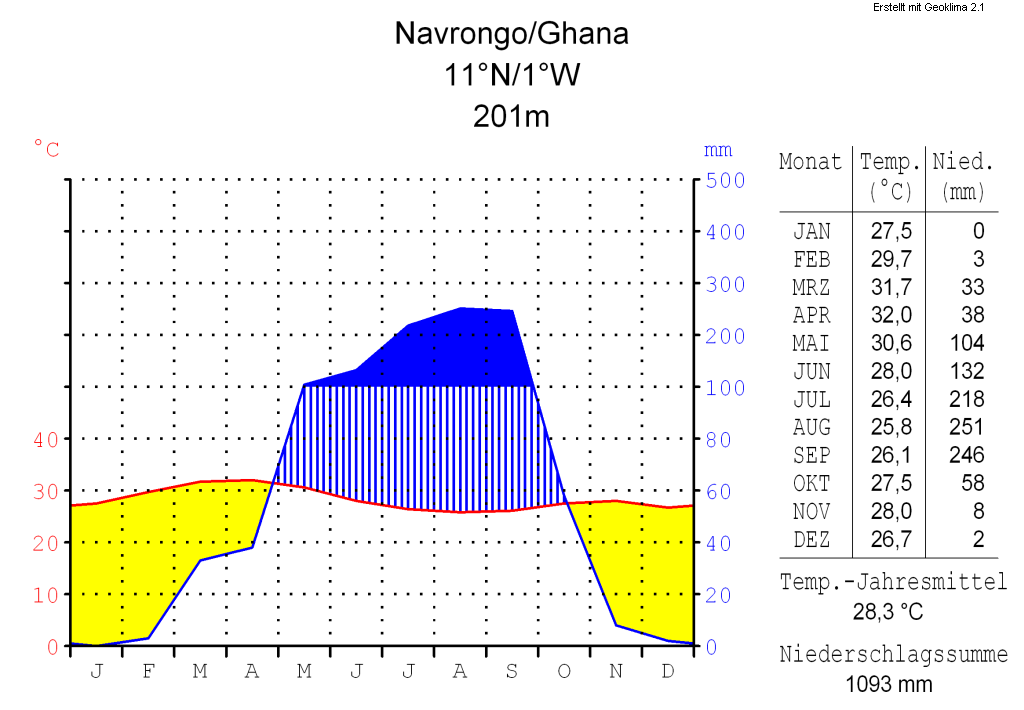
Klimadiagramm Navrongo

Navrongo ist eine Stadt in Ghana und die Hauptstadt des Kassena-Nankana Districts in der Upper East Region. Im Jahr 2010 hatte die Stadt eine Bevölkerung von 29.993 Einwohnern.
Navrongo ist im regionalen Bereich ein sehr wichtiger Handelsplatz, an dem ein großer Markt abgehalten wird.
Navrongo liegt im Norden Ghanas an der etwa zwölf Kilometer nördlich verlaufenden Grenze zu Burkina Faso, in einem flachen Areal in der Savanne, einer trockenen Graslandschaft, die typisch für Ghanas Norden ist. Westlich der Stadt liegt der Tono-Stausee, etwa fünf Kilometer nördlich befindet sich ein Flughafen.

## Bevölkerung
Die Bevölkerung von Navrongo setzt sich im Wesentlichen aus Frafra-Sprechern sowie Kassena mit der Sprache Kasem zusammen. Auch Dagbani wird in Navrongo gesprochen. Die Bevölkerung setzt sich zu etwa gleichen Teilen aus Frafra und Kassena zusammen.
Etwa ein Drittel der Bevölkerung ist dem Christentum zuzurechnen, obwohl Ghanas Norden in der Regel vom Islam dominiert wird. In Navrongo werden nur etwa 5 Prozent der Bevölkerung dem Islam zugerechnet. Noch immer bilden die Anhänger der traditionellen Religion die Mehrheit unter der Bevölkerung.

## Geschichte
Ursprünglich herrschten die Gurunsi in Navrongo. Nach mündlichen Überlieferungen sollen die Gurunsi aus dem westlichen Sudan stammen und die Sahelzone durchquert haben. Erst aus der Zeit um 1500 tauchen die Gurunsi in Geschichten der Mossi auf, die zu dieser Zeit in den Norden des heutigen Ghana eindrangen um die Mossi-Königreiche zu gründen und auszubauen. Die Gurunsi sollen mit den Mossi um die Vorherrschaft gekämpft haben und die Gegend um Zecco in Burkina Faso besiedelt haben.
Navrongo soll nach der Gründungsgeschichte mit den Reisen von drei Brüdern zusammenhängen. Butto (der Älteste), Zakato und Sule (der Jüngste) aus dem Volk der Frafra sollen von Zecco kommend neue und bessere Jagdgründe gesucht haben. Nach einigen Tagen gelangten sie in ein kleines Dorf mit dem Namen Telania im Nordosten des heutigen Navrongo gelegen. In Telania sollen die Menschen dem Volk der Kassena aus Tielebe in Burkina Faso (20 Meilen nördlich des Dorfes) angehört haben, was die Verbreitung der beiden Sprachen in Navrongo bis heute erklären könnte.
Die Brüder sollen sich mit der Dorfbevölkerung angefreundet haben und für eine Weile im Ort geblieben sein, um voneinander zu lernen. Die Brüder lehrten ihre Architekturtechniken, die Dörfler zeigten den Brüdern ihre landwirtschaftlichen Kenntnisse. Eines Tages soll Butto zum Jagen in der Umgebung gewesen sein, als er weichen Boden fand. Als er ins Dorf kam berichtete er seinen Brüdern von seiner Entdeckung. Dabei nannte er den Ort Na-Voro (Naga (Fuß) und Voro (weich)). Na-Voro ist bis heute der im Ort gebräuchliche Name der Stadt. Navrongo ist erst als englische Übersetzung bekannt geworden und so in den allgemeinen Sprachgebrauch eingegangen.
Butto ist an die Stelle, die er gefunden hatte, zurückgekehrt, die sich etwa eine Viertelmeile von der Notre Dame Secondary School des Ortes befinden soll. Bis heute ist ein Gebäude zu sehen, das mit diesem Gründungsgebäude identisch sein soll. Die Brüder Zakato und Sule blieben zunächst im Dorf Telania.
Butto soll auf einer weiteren Jagd einen Hain aus Bäumen und Steinen gefunden haben, der ihn an seinen traditionellen Schrein in Zecco erinnerte. Diese Erinnerung an seine religiösen Wurzeln sollen Butto bewogen haben, erneut seinen Standort zu wechseln und in die Nähe des Ortes zu ziehen, der ihn an seinen alten heiligen Ort erinnerte. Diese Stelle soll sich dort befinden, wo heute die Stammeshäuptlinge von Navrongo ihren Sitz haben.
Die Gründung der Stadt soll auf das Jahr 1740 zurückgehen.
In der folgenden Zeit durchstreiften Sklavenjäger das Land. Einer von ihnen war Babatu Zato (1850?–?) der sich von Dörfern hohe Abgaben an Rindern und Pferden übergeben ließ, um die Einwohner zu verschonen. Im Jahr 1896 erreichten französische Truppen unter der Führung von Leutnant Voulet und Leutnant Chanoine auf Betreiben eines Führers der Gurunsi, Hamaria, die Gegend. Als Folge flüchtete der Sklavenjäger nach Süden in die Gegend von Wa.
Im Jahr 1901 lagerte eine britische Expedition etwa 10 Meilen südlich von Navrogno in der Nähe des Dorfes Vanania. Die örtliche Bevölkerung verwechselte die Truppen mit den Schergen des Sklavenjägers Babatu, der ebenfalls eine helle Haut gehabt haben soll. Aufgrund seiner hellen Haut nannte ihn die Bevölkerung Fela, was in der Sprache Kasem Weißer bedeutet. Der damalige Häuptling in Navrongo, Kwara, ließ die Trommeln schlagen, um die Umgebung vor Fela zu warnen, der auf einem Hügel in der Nähe von Vanania mit dem Namen Tinu sein Lager hatte. Eine kleine Gruppe Krieger griff die Kampierenden an, musste jedoch nach kurzer Zeit den Angriff aufgrund der überlegenen Bewaffnung der tatsächlich britischen Truppen aufgeben.
Die Schutztruppe der britischen Expedition kam in die Nähe von Kwaras Haus in Navrongo und bot dem Häuptling Schutz vor dem Sklavenjäger an, was der Häuptling akzeptiert haben soll. Diese Handlung soll der Geschichte nach die Stellung des Häuptling in der Ortschaft gestärkt haben und den Einfluss des bis dahin wichtigen geistigen Führers Tegetu zurückgedrängt haben, der jedoch noch heute eine Autorität in der Gegend ist. Die Briten blieben mit einer Truppe in Navrongo.
Eine andere Version berichtet von der Errichtung einer britischen Militärbasis in Navrongo mit dem Vermerk, die Stadt sei „by force of arms“ zivilisiert worden, um einen ethnischen Konflikt beizulegen. Ein Häuptling, der den Interessen der Briten diente, wurde von diesen eingesetzt und free labour, also die unbezahlte Arbeit der Bewohner des Ortes wurde von den Briten zum Bau von Straßen und Verwaltungsgebäuden genutzt. Einige Einwohner Navrongos sollen von den Briten auch zum Bau der Bahnstrecke oder in die Minen im Süden des Landes geschickt worden sein.
Navrongo wurde schon früh als Handelsposten auf den Handelsrouten durch die Sahelzone zu einem wichtigen Zwischenstopp, um die Kamele der Karawanen zu tränken. Noch heute kommen nicht selten Kamele in die Stadt zur Tränke.
Am 23. April 1906 gelangten die katholischen Priester (kanadisch/französisch) Morin und Chollet sowie der Mönch Bruder Eugene in die britische Militärbasis in Navrongo, um eine katholische Mission zu gründen.
Diese Gruppe von Missionaren soll aus Ouagadougou in Burkina Faso gekommen sein und den Weg zu Fuß hinter sich gebracht haben. Bereits im Juni 1906 wurde eine kleine Hütte errichtet, die wenig später durch ein Haus ersetzt wurde mit einem festen Dach, Fenstern und Türen. Im Jahr 1920 wurde eine Kapelle errichtet, die seit 1934 als Kathedrale bezeichnet wird. Die Kathedrale von Navrongo ist die Hauptkirche der katholischen Gemeinden in Nordghana, die zum Bistum Navrongo-Bolgatanga gehören. Die Briten sollen den Einsatz der französischen Missionare geduldet haben unter der Bedingung, dass in der Missionsschule Englisch unterrichtet wurde. Die Missionsschule hat nach anfänglichen Schwierigkeiten einen guten Ruf erworben.
Mit der Unabhängigkeit Ghanas im Jahr 1957 wurde Navrongo zur Bezirkshauptstadt des Kassena-Nankana Districts.

## Wirtschaft

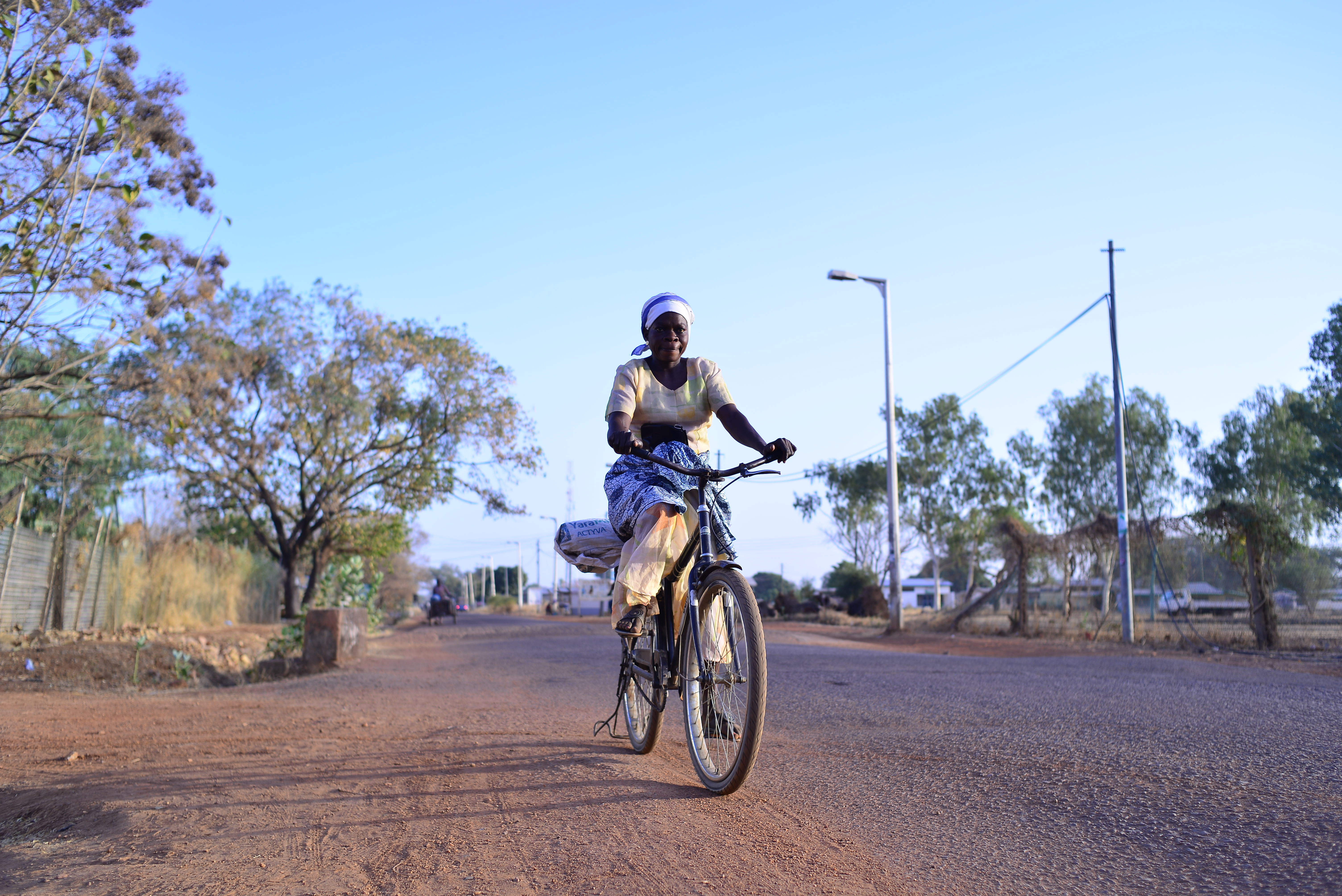
Eine Frau fährt zum Markt mit dem Fahrrad.

Wirtschaftlich hängen in Navrongo beinahe alle Bewohner von der Landwirtschaft ab. Dabei ist die Landwirtschaft wenig abhängig von Maschinen, sondern wird im Wesentlichen von Hand erledigt. Die gesamte Umgebung von Navrongo ist sehr ländlich geprägt. Hauptsächlich werden Hirse, Erdnüsse und Mais angebaut. Auch die Haltung von Rindern, Schafen und Ziegen ist ein wichtiger wirtschaftlicher Faktor im Leben der Bewohner von Navrongo.
Der Markt in Navrongo spielt als Einnahmequelle eine große Rolle und hat regionale Bedeutung.
In Sirigu im Nordosten von Navrongo hat sich eine Organisation aus etwa 150 Frauen zur Förderung der Herstellung von Töpferwaren gebildet, die Sirigu Women Organization of Pottery and Art (SWOPA). Neben der Aufgabe, die traditionellen Künste zu bewahren und in diesen auszubilden, haben sich die Frauen der Organisation im Bereich des Tourismus eine Einnahmequelle durch die Veräußerung ihrer Töpferwaren geschaffen. Die Mitglieder waren auch an der neuen Dekorierung der Navrongo-Kathedrale beteiligt.

## Architektur
Die Architektur in Navrongo ist besonders sehenswert. In Form, Größe und Nutzung ist eine große Variationsbreite zu sehen. Häufig sind die Außenwände traditionell bemalt oder mit einem Relief versehen. Zumeist sind die Türrahmen besonders kunstvoll ausgestaltet. Die traditionellen Farben sind Naturfarben aus Materialien der Umgebung und bestehen im Wesentlichen aus den Farben Schwarz, Rot und Weiß.

### Kathedrale von Navrongo

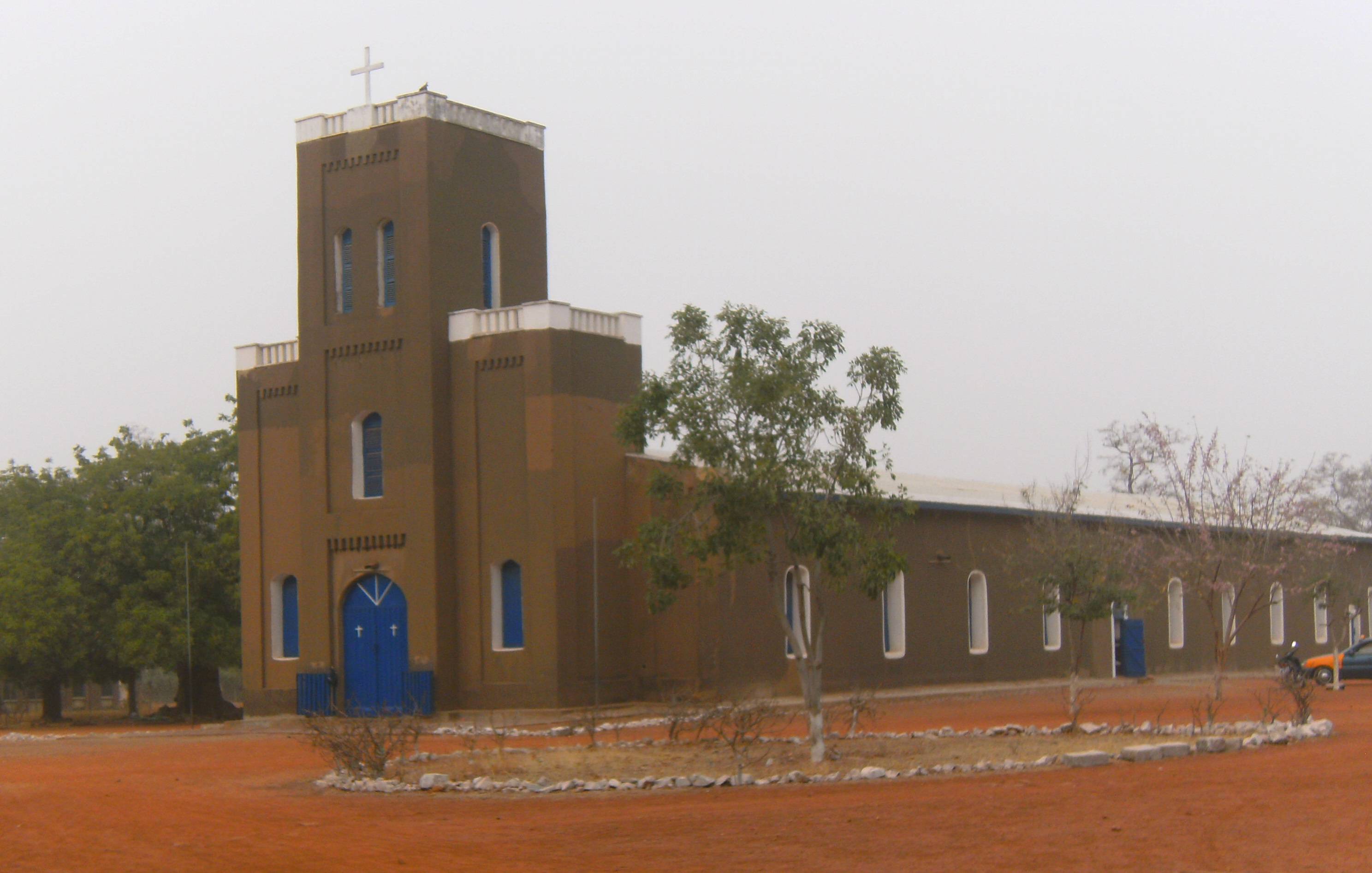
Kathedrale von Navrongo

Die katholische Kathedrale von Navrongo wurde zunächst als einfache Baracke auf der britischen Militärbasis in Navrongo errichtet und erst 1934 zur Kathedrale, nachdem sie 1920 als ein festes Gebäude ausgebaut worden war. Die Kathedrale wurde von den Gründern Our Lady of Seven Sorrows (Sieben Schmerzen Mariens) genannt. Die Wände bestehen aus Lehm, weswegen das Bauwerk auch Mud Cathedral genannt wird. Das Dach ist eine Holzkonstruktion. Das Innere der 60 Meter langen und 14 Meter breiten Kathedrale ist reich mit Bildern von Tieren und Alltagsszenen dekoriert. Ebenso finden sich christliche Themen in den Bildern; so flankieren etwa die Bethlehem-Szene und die Darstellung des letzten Abendmahls den Eingangsbereich.
Das Gebäude verfügt an der Vorderfront über einen 13 Meter hohen Kirchturm und im Inneren über ein großes Kirchenschiff unter Säulen. Die Wände wurden aus einer Mischung aus Lehm, Kuhdung und dem Fruchtextrakt des regional häufig vorkommenden Dawa-Dawa-Baumes gehärtet und erhielten dadurch einen wasserfesten Putz.
Die Kathedrale steht seit dem Jahr 2000 auf der Tentativliste des UNESCO-Welterbes in Ghana.

## Bildung
Navrongo beherbergt einen Campus der University for Development Studies mit der Fakultät für angewandte Naturwissenschaften.